# Pas difficile
Pas difficile est une chanson d'Anne Sylvestre parue en 1986 dans l'album Tant de choses à vous dire.

## Historique
En 1985, Coluche fonde les Restos du cœur, auxquels l'abbé Pierre apporte son soutien en 1986. La chanson Pas difficile sort en 1986.

## Thématique
Cette chanson sur la précarité exprime la facilité et la rapidité avec laquelle on peut glisser dans le chômage, la pauvreté et devenir sans abri.
Elle fait partie des chansons de critique de la société qu'Anne Sylvestre écrit et interprète depuis ses débuts, comme Un mur pour pleurer (1973), ou Porteuse d'eau, également sur la misère.

## Réception
Pas difficile est reconnue comme une des chansons mémorables d'Anne Sylvestre sur des « sujets douloureux »
Elle montre l'équilibre que trouve l'artiste pour parler de sujets qui lui tiennent à cœur : « Parfois, elle clame son indignation (Pas difficile), mais chez elle jamais de lamentations. »